# Juan Martín Cueva
Juan Martín Cueva (Quito, 9 de octubre de 1966) es un director de cine documental ecuatoriano, encargado también de la dirección del Festival de Cine "Cero Latitud" entre los años 2003 a 2009, y fundador del Festival de Cine "Encuentros del Otro Cine - EDOC". Su película documental “El lugar donde se juntan los polos", ganó el Mejor Documental en el IX Festival Internacional de Cine de Valdivia en Chile y en el Brouillon d'un reve de la scan de París en 1999.

## Carrera
Juan Martin Cueva nació en Quito. El primer hijo del diplomático y arqueólogo Juan Cueva y su esposa Magdalena Armijos. Pasó su infancia en muchos pueblos rurales en Ecuador ya que su padre trabajó como arqueólogo. La familia se trasladó más tarde a París, donde su padre estudió en la Universidad de la Sorbona y más tarde fue nombrado embajador de Ecuador en la UNESCO. Por lo tanto aprendió francés desde una edad temprana y más tarde estudió dirección de cine en Bélgica y sociología en la ciudad de Quito.
- Dirigió el Festival de Cine de Quito “Cero Latitud”
- Es parte del equipo organizador del Festival Internacional de Cine Documental “Encuentros del Otro Cine”, fue director de su segunda edición
- Coordinador de la Muestra Retrospectiva de Documental Ecuatoriano de la Cinemateca Distrital de Bogotá en 2004
- Curador y organizador de la Muestra de Documental Ecuatoriano de la Biblioteca Nacional de Madrid (Ecuador, tradición y modernidad), 2007
- Jurado del Festival Internacional de Cine de Valdivia (Chile), 2005
- Jurado del Festival Internacional de Cine de Cartagena (Colombia), 2006
- Jurado del Festival Internacional de Cine de Lima (Perú), 2007
- Miembro fundador y Director Ejecutivo de la Fundación Cero Latitud
- Miembro fundador y miembro del directorio de Cinememoria
- Miembro de la Mesa de Trabajo Pro Ley de Cine, Ecuador, 2005-2006

## Filmografía
- El lugar donde se juntan los polos (documental de 2002)
- Este maldito país (documental de 2009)
- Ningún ser humano es ilegal (documental de 2001)
- Marineros (documental de 1997)

## Premios y festivales
- Premio al Proyecto SCAM, Francia 2001.
- Premio al Mejor Documental Festival Internacional de Cine de Valdivia, Chile 2002.
- Premio al Mejor Guion Festival de Rosario, Argentina 2003.
- Premio Mayor Festival SURrealidades, Bogotá - Colombia 2004.
- Premio al Mejor Documental Festival Internacional de Cine Pobre, Cuba 2005.
- Los Ángeles Latino International Film Festival, LALIFF, USA, 2002]].
- New York Latino Film Festival, LaCinemaFe, USA, 2002.
- Docúpolis, Barcelona, España, 2002 (selección oficial).
- IV Muestra Documental de Bogotá, Colombia, 2002.
- Festival Internacional del Nuevo Cine Latinoamericano de La Habana, Cuba, 2002.
- Festival Internacional de Documentales de Santiago de Chile, FIDOCS, Chile, 2002.
- Festival Versions Originales, Lussas, Francia, 2002.
- 1.os Encuentros del Otro Cine, Ecuador, 2002.
- IV Muestra Iberoamericana de Cine, Quito, Ecuador, 2002.
- Chicago International Documentary Film Festival, USA, 2003.
- Muestra latinoamericana de Video, Managua, Nicaragua, 2003.
- Cambridge Latino Film Festival, USA, 2003.
- Chicago Latino Film Festival, 2004.
- Festival Internacional de Cine de Bogotá, Colombia, 2004.